# مرقب (حصن)

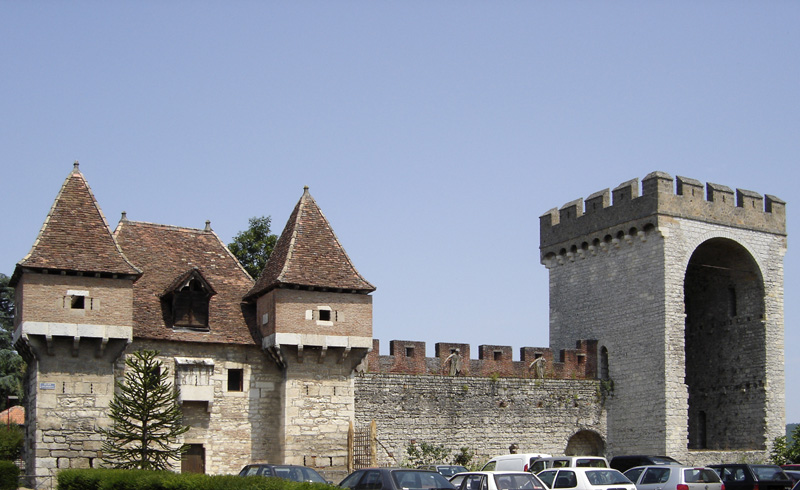
مرقب

مرقب (بالفرنسية: barbacane)‏ برج أمام باب الحصن يراقب منه العدو وكانت تعطى منه الإشارة إنذارا بالخطر لرجال الحصن في العصور الوسطى. و يطلق أيضًا على الفتحة التي يخرج منها السهم أو القذيفة النارية من جدار الحصن.
في أواخِر العصور القديمة، بدأ السُكان بالهجرة والنزوح، وقلّ أعدادُهم، وقد استمرّت هذه الحالة في بدايات العصور الوسطى. وقد أقام الغزاة البرابرة الجرمان، ممالك جديدة على ما تبقى من الإمبراطورية الرومانية الغربية المنهارة. وخلال القَرن السابِع في الشرق الأوسط وشمال أفريقيا اللتان كانتا ذات يوم جُزءاً من الإمبراطورية الرومانية الشرقية أصبحتا تحت حُكم الدولة الأمويّة. وقد استمرّت الإمبراطورية البيزنطية لفترةٍ في الشَرق وبَقيَت كأحد القوى العُظمى هُناك.

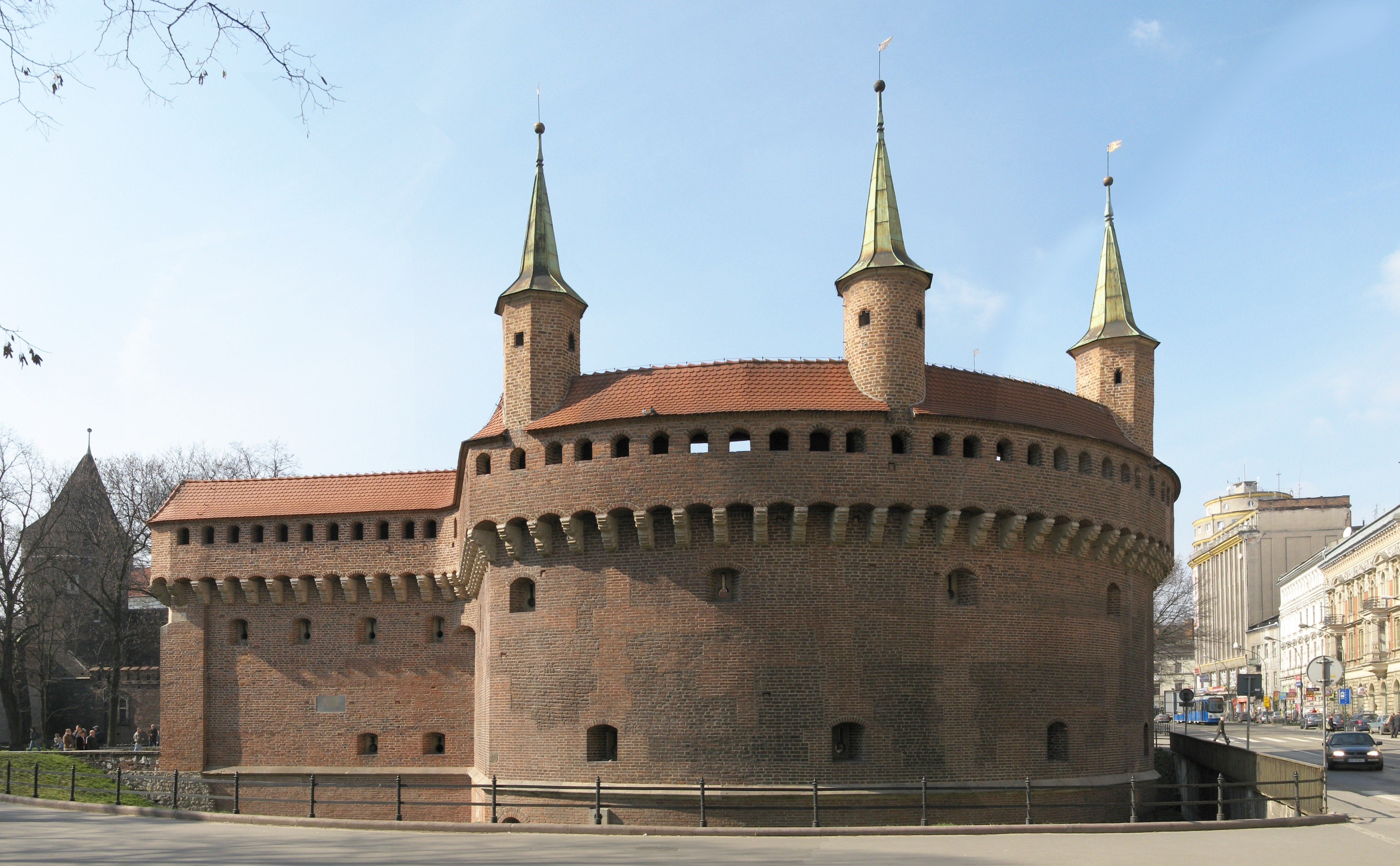
مرقب في كراكوف